# Геррейд (Південна Дакота)
Геррейд (англ. Herreid) — місто (англ. city) в США, в окрузі Кемпбелл штату Південна Дакота. Населення — 416 осіб (2020).

## Географія
Геррейд розташований за координатами 45°50′16″ пн. ш. 100°4′30″ зх. д. / 45.83778° пн. ш. 100.07500° зх. д. (45.837641, -100.074933).  За даними Бюро перепису населення США в 2010 році місто мало площу 3,61 км², уся площа — суходіл.

## Демографія
Згідно з переписом 2010 року, у місті мешкало 438 осіб у 213 домогосподарствах у складі 115 родин. Густота населення становила 121 особа/км².  Було 239 помешкань (66/км²).
Расовий склад населення:
| - 97,5 % — білих - 0,7 % — корінних американців - 0,2 % — чорних або афроамериканців - 0,2 % — азіатів |

До двох чи більше рас належало 1,4 %. Частка іспаномовних становила 2,5 % від усіх жителів.
За віковим діапазоном населення розподілялося таким чином: 19,9 % — особи молодші 18 років, 51,8 % — особи у віці 18—64 років, 28,3 % — особи у віці 65 років та старші. Медіана віку мешканця становила 49,3 року. На 100 осіб жіночої статі у місті припадало 84,8 чоловіків;  на 100 жінок у віці від 18 років та старших — 86,7 чоловіків також старших 18 років.
Середній дохід на одне домашнє господарство  становив 58 352 долари США (медіана — 38 000), а середній дохід на одну сім'ю — 77 427 доларів (медіана — 42 750). Медіана доходів становила 38 625 доларів для чоловіків та 22 411 долар для жінок. За межею бідності перебувало 13,7 % осіб, у тому числі 16,8 % дітей у віці до 18 років та 15,7 % осіб у віці 65 років та старших.
Цивільне працевлаштоване населення становило 213 осіб. Основні галузі зайнятості: освіта, охорона здоров'я та соціальна допомога — 29,6 %, сільське господарство, лісництво, риболовля — 16,0 %, роздрібна торгівля — 12,7 %, публічна адміністрація — 10,3 %.